# 零 影巫女
『零 影巫女』（ゼロ かげみこ、ZERO KAGE MIKO）は、ホラーゲームの零シリーズを基にした天樹征丸原作・hakus作画によるホラー漫画（ウェブコミック/単行本）作品である。
マンガボックスにおいて、2014年7月から2017年7月まで連載。

## あらすじ
ある日、大学生鷲月沙羅は、超常現象カメラマンを名乗る男龍崎冬星に複数の写真を見せられる。その写真には、かつて沙羅が通っていた既に廃校となった鴉澤小学校が写っており、プールを写した写真にはそこで行方不明となった「昔の親友」が写っていた。
自分の素性などを詳しく知る龍崎に不信を抱くも、写真の校舎に興味を持ったゼミの教授の案で、その小学校の近くで合宿を行うことになる。沙羅は故郷である鴉澤村へ、ゼミの仲間とともに向かうのだった。

## 登場人物

### 主要人物
鷲月 沙羅（わしづき さら）
主人公。藤沢大学の3年生。近代建築研究ゼミに所属する。
実家は鴉澤村の鴉澤神社だが、家を出て5年になる。地元の霊山「穢山」に封じられた邪霊や悪霊を浄化する影巫女と呼ばれる一族。神社の主は彼女ということになっている。
鴉澤小学校が悪霊の巣窟となっていることを知っていたため、消えた母が残した射影機と霊石灯を携えて合宿に臨む。
消えた涼森鳩美を追って小学校に入るも、邪霊師と悪霊が仕掛けた結界に囚われる。
龍崎 冬星（りゅうざき とうせい）
超常現象専門の写真家。25歳。
沙羅の素性やかつて事件を知っているなど、不審さが目立つが、沙羅たちと協力して小学校からの脱出を図る。
普段から霊を見ることができ、悪霊に対してはカメラのフラッシュで怯ませることができる。また、その写真は脱出において数々の手掛かりとなる。
実は鳳河音は実の妹。失踪した妹を捜索するうちに行きついたのが鴉澤小学校だった。
邪霊師（じゃれいし）
沙羅たちを小学校に閉じ込めている張本人。何者かは不明だが、共に探索しているメンバーの中に紛れている。
邪霊師はこっくりさんなどの降霊術で呼び出した悪霊に取り憑かれたり、身内などの大切な人が自殺などしたときに善を棄てて悪を受け入れたりすることで生まれると沙羅は説明している。

### 藤沢大学近代建築研究ゼミ
白鷺 紅湖（しらさぎ べにこ）
3年生。霊感があり、幼いころから霊を見てきていた。
元々沙羅とは仲が良かったようだが、合宿前に彼女の部屋にいた地縛霊を沙羅が祓ったことで、霊的なことに関して最大限の信用を寄せるようになる。そのためか、合宿中は終始沙羅のそばにいる。
実は悪霊に取り憑かれて使役されていた邪霊師の正体の一人。
途中皆と別れて一緒に行動していた布袋を遣い魔として操って暗躍を続けるが、沙羅たちが結界を破る手前まで来たことで焦って迂闊な行動をとってしまった。また、冬星が過去に念写した写真と、つい先ほど写した写真の違いを指摘されたことで、ついに正体を現した。
悪霊の群れで沙羅を追い詰めていくが、最終的に取り憑いていた悪霊を浄化されて正気を取り戻した。
邪霊師だった時に自覚していたのか無自覚だったのか不明だが、沙羅にフィルムを使わせる状況を自分の身を使って作ったり、間違った方向へ誘導したり、悪霊の群れに一人取り残されても無事だったりと不自然な行動をとっていた。
鴻足 水聖（こうたり すいせい）
近代建築研究ゼミを担当する藤沢大学准教授。
オカルトに対しては否定的だったが、小学校にて悪霊の大軍を目の当たりにしたため、その現実を認めたくないながらも受け入れた。
かつて涼森鳩美と男女の関係にあったが、すでに別れている。どういう別れ方だったかは不明だが、涼森からは多少なりとも恨みを買っていたようである。そのために悪霊の涼森から執拗に狙われる。その過程で刃沢に恋愛感情を抱くようになる。
鷹鞍 潤（たかくら じゅん）
3年生。女性に対しては軟派な性格で軽い言動が多い。
鴉澤村に来るのは初めてだが、彼の母親がこの地方の出身であり、鴉澤小学校の児童だった可能性が高い。
皆とはぐれてからずっと雨沼と行動を共にしていたが、助け合ううちに互いに好意を抱いていく。そのため最初は頼りない言動が多かったが、こと雨沼に対しては男らしい行動をとるようになった。
涼森 鳩美（すずもり くみ）
3年生。メイド服を無理なく着こなすなど容姿端麗だが、天然ボケで騙されやすい。
合宿初日、神社の風呂に入っていたところを湯船に引き込まれそのまま行方不明になる。その後小学校内で悪霊となって現れる。
悪霊化後は鴻足に対する恨みと情欲によってのみ行動している。
刃沢 美鳥（はざわ みどり）
4年生。気が強く、その言動は「刃」に例えられる。下級生に言い寄る鷹鞍を牽制している。
亡くなった祖母がかつて小学校の教師をしていた。しかし、勤め先が鴉澤小学校だったかは定かではない。鴉澤小学校の教師だったと言ったのも祖母の姿をした悪霊であるため真偽は不明。
元々鴻足教授に好意を持っていたが、元々の性格と涼森の一件で素直になれていなかった模様。涼森の悪霊に鴻足教授とお互いに騙されそうになった時に、その好意を糧に悪霊の企みを破った。
鵺 遠流（ぬえ とおる）
4年生。暗い雰囲気の生徒。
弱いながらも霊感を持っていたためにオカルトに興味を持ち、鴉澤村を訪れるのが今回が初めてではない。その霊感のせいか小学校内で遭遇した涼森を人間ではないと気づきはしたが、体を奪われて死亡し、悪霊化した。その際に自ら進んで体を差し出したような描写をされている。その後宇賀神に憑りつき悪霊化させる。
雨沼 鳴海（あまぬま なるみ）
4年生。大きな丸眼鏡が特徴で雰囲気は暗い。しかし、眼鏡を外すと美人である。
祖父からもらった石のお守りと教えてもらった神拝詞で悪霊を追い払える。
鷹鞍と行動を共にするうちに、互いに好意を抱くようになる。
祖父は石材専門の彫り師で鴉澤小学校に石造の制作などで関わっていたが、修復工事中に倒れてきた石材の下敷きになって死亡した。その後地縛霊となってずっと小学校にいたが、自分に化けた悪霊に雨沼が騙されそうになっているところに助けに入り救出した。

### 廃墟探検サークル『メビウス』
廃墟マニアのネットサークル。偶々ゼミメンバーと小学校内で居合せ、行動を共にすることになる。
宇賀神 尊（うがじん たける）
29歳。サークルのリーダー。
悪霊化した鵺に体を乗っ取られ、その際に腹と口を力任せに引き裂かれる。
布袋 齢児（ほてい れいじ）
22歳。サークルメンバーの1人。
彼の祖父は沙羅の実家である鴉澤神社の権禰宜だった。
途中皆と別れて白鷺と行動するが、邪霊師である彼女に遣い魔として使役されるようになる。白鷺が悪霊から解放されて邪霊師ではなくなったため、同時に正気に戻った。
御子神 真矢（みこがみ まや）
18歳。サークルメンバーの1人。廃墟探検は好きだが、心霊スポットは苦手であるらしい。家は代々巫女の家系。
実は曾祖父が鴉澤小学校の建設に関わっていたらしく、曾祖父が母に遺したお札の謎を解くために鴉澤村にやって来ていた。しかし、精神的に限界となり、沙羅に謎解きを託して気を失ってしまう。鵙と鶫によって彼女の周りに邪霊除けの結界が敷かれ、沙羅は謎を解いて戻ってくることを誓った。
邪霊師との決着がつたところに合流し、共に脱出できた。
橋姫 三貴子（はしひめ みきこ）
17歳。サークルメンバーの1人。
プールの縁に不用意に腰掛けたために水中に引き込まれた。後に悪霊化して現れる。

### 鴉澤村の住人
鳳 河音（おおとり かのん）
沙羅の出身である鴉澤小学校の同級生で親友。
昔プールに沙羅と共に忍び込んで水中へ飛び込んだまま浮かんで来ず、遺体も発見されなかったため行方不明となっている。
龍崎がそのプールを写した写真になぜか彼女そっくりの少女が写りこんでいた。
沙羅の祖母
鴉澤村で鴉澤神社を経営する沙羅の祖母。穢山へ参拝する客のための旅館も営んでいる。
合宿で鴉澤村を訪れた近代建築研究ゼミのメンバーと龍崎を快く迎えるが、その中に「邪霊師」が混ざっていることに気づき、沙羅に警告する。
鵙（もず）/鶫（つぐみ）
鴉澤神社で働く双子の少女。旅館では宿泊客の案内や給仕をしている。
沙羅の祖母に何かしらの指導をされているようで、邪霊を寄せ付けない結界を張ることができる。だが、邪霊を封じる術は持ち合わせていない。鴻足と刃沢に御神水を渡す。
水鬼 千鶴（みずき ちづる）
バス停「鴉澤郵便局前」からバスに乗ってくる色白の少女。
実はすでに死んでおり、沙羅が中学生だったときにふざけてバスの窓から身を乗り出していた時に、突き出ていた看板に首を切断されて死亡した。
バスに乗って来はするが、決して降りることはできない。
海島 すずめ（かいとう すずめ）
かつて鴉澤小学校に通っていた少女。昭和11年2月25日を最後に消息不明となっている。この日は二・二六事件の前日に当たる。
白鷺紅湖に取り憑いていた悪霊で、邪霊師のもう一人の正体。
当時の校長が小児性愛者でいたずらの末に殺害してしまい、図書室の下に埋められてしまう。その手伝いをしたのが御子神の祖父であり、そのことをずっと後悔していた彼はお守りにその念を込めていた。と冬星が写した写真から沙羅たちは推測している。
正体が暴かれたことで悪霊の群れを使役して沙羅に襲い掛かるが、写影機に写しとられて完全に浄化された。

## 書誌情報
- 天樹征丸（原作）・コーエーテクモゲームス（原作）・hakus（作画） 『零 影巫女』 〈講談社コミックス〉、全7巻
  1. 2014年9月17日発売[2]、ISBN 978-4-06-395198-1
  2. 2015年1月9日発売[3]、ISBN 978-4-06-395283-4
  3. 2015年6月9日発売[4]、ISBN 978-4-06-395413-5
  4. 2015年9月9日発売[5]、ISBN 978-4-06-395473-9
  5. 2016年2月9日発売[6]、ISBN 978-4-06-395596-5
  6. 2016年8月9日発売[7]、ISBN 978-4-06-395726-6
  7. 2017年9月8日発売[8]、ISBN 978-4-06-510199-5